# The Long Derries, Edenderry SAC
The Long Derries, Edenderry SAC este o arie protejată (arie specială de conservare — SAC, sit de importanță comunitară — SCI) din Irlanda întinsă pe o suprafață de 30,37 ha, integral pe uscat.

## Localizare
Centrul sitului The Long Derries, Edenderry SAC este situat la coordonatele 53°18′39″N 7°00′13″W / 53.31077°N 7.003653°V.

## Înființare
Situl The Long Derries, Edenderry SAC a fost declarat sit de importanță comunitară în noiembrie 1997 pentru a proteja 1 specie de animale. Situl a fost protejat și ca arie specială de conservare în octombrie 2016.

## Biodiversitate
Situată în ecoregiunea atlantică, aria protejată conține 1 habitat natural: Pajiști uscate seminaturale și facies de acoperire cu tufișuri pe substraturi calcaroase (Festuco-Brometalia) (* situri importante pentru orhidee).
La baza desemnării sitului se află o specie protejată de  păsări: caprimulg (Caprimulgus europaeus).
Pe lângă speciile protejate, pe teritoriul sitului au mai fost identificate 3 specii de plante, 2 specii de păsări, 1 specie de mamifere.